# Китерон (митология)
Китерон (на гръцки: Κιθαιρών) в древногръцката митология е цар, епоним на планината Китерон. Първи цар на платейците, победил в състезание Хеликон.

## Легенда
Според мита, Хера, разсърдена на Зевс, отива в Евбея. Зевс се допитва до мъдрия Китерон, който го съветва да облече дървена статуя в женски дрехи и да я отнесе с волска кола, казвайки, че празнува брака си с дъщерята на Асоп, Платея. След като вестта достига до Хера, тя веднага се появява, разкъсва дрехата на статуята и зарадвана, че вижда статуя, а не невеста, се сдобрява със Зевс.
Оттогава се празнува празникът „Дедала“, по името на древното название на дървените статуи – „додала“. Според Павзаний празникът няма нищо общо с Дедал, чието рождено име е друго, а Дедал е само прозвище.
Според друга версия в Китерон е влюбена еринията Тисифона. Той отхвърлил любовта ѝ и тя го убила с една от змиите в косите си.